# Rado
Rado (Радо) — швейцарський виробник годинників класу «люкс».

## Історія
Компанія «Schlup & Co.» була заснована в 1917 році у швейцарському містечку Ленгнау для виробництва готових годинникових механізмів, що експортувалися до США. У 1957 році випустила першу колекцію годинників під маркою Rado. З 1983 року компанія входить до холдингу SMH Group, який у 1998 році був перейменований на Swatch Group. У 2009 році колекція Rado True була нагороджена премією Red Dot Award в галузі дизайну.

## Колекції
- Rado Sintra
- Rado V10K
- Rado R5.5
- Rado Ceramica
- Rado Integral
- Rado True
- Rado Original
- Rado Centrix
- Rado eSenza
- Rado Coupole
- Rado Anatom
- Rado Joaillerie
- Rado Crysma
- Rado D-Star